# トゥルルさまぁ〜ず
『トゥルルさまぁ〜ず』（英: TURURU SUMMERS）は、2009年5月1日からNTTドコモが提供する動画配信サイトBeeTVで配信されていたバラエティ番組。お笑いコンビさまぁ〜ずの冠番組。
2019年2月4日配信回を以って最終回となり、翌週2月11日より「トゥルさま☆」としてリニューアル放送を開始。

## 概要
視聴者から寄せられた「気持ちの良いこと」をさまぁ〜ずとあびる優の3人が実証し、その気持ち良さを5点満点で評価する。毎週月曜日 に最新話が配信され、2011年からは一部地域のテレビ局でも放送を開始している。
2019年2月11日より「トゥルさま☆」に改題しリニューアル。基本フォーマットに変更はないが、10年間での配信バラエティの変化を受け、25歳～30歳くらいとしてきた対象年齢を35歳～40歳に引き上げ、1回あたりの配信分数も長くなる予定（開始から10年間で毎回3分から8～15分となったため）。ただし出演者の大竹は「(これまでと内容は)一緒です！」、三村は「リニューアルの一環かどうかが分かりにくい」と答えている。
2020年3月30日配信回を以って最終回となり、11年の歴史に幕を閉じた。

## 出演者
レギュラー
- さまぁ〜ず（三村マサカズ・大竹一樹）
- あびる優（2009年 - 2015年4月20日、2015年9月28日 - 2020年3月2日）

ゲストレギュラー
- 板野友美（2015年4月27日 - 2020年3月2日）
- 小島瑠璃子（2015年6月22日 - 2019年）
- 佐野ひなこ（2015年7月27日 - 2016年）
- 永島聖羅（2016年9月12日 - 2017年）
- 佐藤美希（2017年5月8日 - 2018年）
- 荻野由佳（2019年2月11日 - 2020年3月2日）

※ゲストレギュラーは、毎回交代制で参加。

### ノベルティ
採用者には点数に応じてノベルティが贈られる。また、同じ回にお便りが採用された者にも同じものが贈られる。
トゥルルさまぁ〜ず時期
| 点数 | ノベルティ           |
| ---- | -------------------- |
| 5    | トゥルさまTシャツ    |
| 4    | トゥルさまタオル     |
| 3    | トゥルさまタオル     |
| 2    | トゥルさまステッカー |
| 1    | トゥルさまステッカー |
| 0    | なし                 |

トゥルさま☆以降
| 点数 | ノベルティ         |
| ---- | ------------------ |
| 5    | パーカー           |
| 4    | トゥルさまTシャツ  |
| 3    | トートバッグ       |
| 2    | キャップ           |
| 1    | ICカードステッカー |
| 0    | なし               |

## ネット局
| 放送対象地域   | 放送局                  | 系列                         | 放送日時           | 備考                            |
| -------------- | ----------------------- | ---------------------------- | ------------------ | ------------------------------- |
| 日本全域       | BeeTV                   | インターネットストリーミング | 毎週月曜 12:00配信 | 制作局                          |
| 北海道         | 北海道放送 (HBC)        | TBS系列                      | 日曜 24:56 - 25:28 | 2011年1月 - 3月                 |
| 長野県         | 信越放送 (SBC)          | TBS系列                      | 不定期放送         |                                 |
| 熊本県         | 熊本放送 (RKK)          | TBS系列                      | 土曜 16:00 - 16:30 |                                 |
| 宮城県         | 仙台放送 (OX)           | フジテレビ系列               | 木曜 25:51 - 26:21 | 2012年4月12日 - 7月5日          |
| 富山県         | 富山テレビ (BBT)        | フジテレビ系列               | 火曜 25:45 - 26:15 | 2013年10月1日 - 2014年9月23日   |
| 大分県         | 大分放送 (OBS)          | TBS系列                      | 金曜 25:35 - 26:05 | 2013年10月4日 -                 |
| 鳥取県・島根県 | 日本海テレビ (NKT)      | 日本テレビ系列               | 金曜 25:55 - 26:25 | 2013年10月4日 -                 |
| 愛媛県         | 南海放送 (RNB)          | 日本テレビ系列               | 金曜 25:55 - 26:25 | 2013年10月4日 - 2014年9月26日   |
| 山形県         | 山形放送 (YBC)          | 日本テレビ系列               | 土曜 25:50 - 26:20 | 2013年10月5日 -                 |
| 石川県         | 石川テレビ (ITC)        | フジテレビ系列               | 日曜 25:25 - 25:55 | 2013年10月6日 -                 |
| 広島県         | 広島ホームテレビ (HOME) | テレビ朝日系列               | 月曜 25:15 - 25:45 | 2013年10月7日 -                 |
| 山口県         | テレビ山口 (tys)        | TBS系列                      | 月曜 25:33 - 26:03 | 2013年10月7日 -                 |
| 宮崎県         | 宮崎放送 (MRT)          | TBS系列                      | 金曜 24:55 - 25:25 | 2013年10月7日 - 2014年9月26日   |
| 岩手県         | 岩手めんこいテレビ(MIT) | フジテレビ系列               | 火曜 24:40 - 25:10 | 2013年10月8日 -                 |
| 青森県         | 青森テレビ (ATV)        | TBS系列                      | 水曜 25:33 - 26:03 | 2013年10月9日 -                 |
| 秋田県         | 秋田テレビ (AKT)        | フジテレビ系列               | 水曜 25:05 - 25:35 | 2013年10月10日 - 2014年10月15日 |
| 福岡県         | テレビ西日本 (TNC)      | フジテレビ系列               | 木曜 25:35 - 26:05 | 2013年10月10日 - 2014年10月2日  |
| 福島県         | 福島テレビ (FTV)        | フジテレビ系列               | 木曜 25:45 - 26:15 | 2013年10月10日 - 2014年9月25日  |
| 鹿児島県       | 鹿児島テレビ (KTS)      | フジテレビ系列               | 土曜 25:05 - 25:35 | 2013年10月12日 -                |
| 熊本県         | 熊本朝日放送 (KAB)      | テレビ朝日系列               | 月曜 25:45 - 26:15 | 2013年10月14日 - 2014年10月13日 |
| 北海道         | 北海道テレビ (HTB)      | テレビ朝日系列               | 月曜 26:28 - 26:58 | 2013年10月14日 - 2014年10月21日 |
| 岡山県・香川県 | 岡山放送 (OHK)          | フジテレビ系列               | 水曜 25:40 - 26:10 | 2013年10月16日 - 2014年10月15日 |
| 新潟県         | 新潟総合テレビ (NST)    | フジテレビ系列               | 日曜 25:50 - 26:20 | 2013年10月27日 -                |
| 中京広域圏     | メ〜テレ (NBN)          | テレビ朝日系列               | 水曜 26:29 - 26:59 | 2014年4月27日 - 9月24日         |

## スタッフ
- 演出：藤野義明（ケイマックス→ばんぺいゆ）
- ディレクター：犬飼義啓（ケイマックス）
- 構成：たかはC・のじつとむ・安部裕之（3人共ばんぺいゆ）、石田雄二郎、山本太蔵、中野俊成
- 監修：飯山直樹（ケイマックス）
- チーフプロデューサー：三宅裕士（エイベックス）
- プロデューサー：鈴木健太郎（エイベックス）、平出聡（ケイマックス）
- 制作：ケイマックス
- 制作：BeeTV

## DVD
| #    | 発売日         | 作品                                                                             | オリコン 最高順位 | 備考 |
| ---- | -------------- | -------------------------------------------------------------------------------- | ----------------- | --- |
| 1    | 2010年11月10日 | トゥルルさまぁ〜ず〜ダンボールにハズレ無し〜                                     | 13                | 初回限定版 - 初回限定仕様: 「同時発売の『〜愛される前に愛してやる〜』を買って一緒に入れると気持ちいい」2巻収納BOX - 初回限定封入特典: オリジナル携帯ストラップ、2巻購入者応募者対象「ここでしか見られない」スペシャルDVDプレゼント応募ハガキ                        |
| 2    | 2010年11月10日 | トゥルルさまぁ〜ず〜愛される前に愛してやる〜                                     | 14                | 初回限定版 - 初回限定封入特典: 2巻購入者応募対象「ここでしか見られない」スペシャルDVDプレゼント応募券 |
| 3    | 2010年12月8日  | トゥルルさまぁ〜ず〜ぴちゃぴちゃジャイアントコーン〜                             | 29                | 初回限定版 - 初回限定仕様: 「同時発売の『〜なぜ俺が好きな定食は牛タン定食なのか〜』を買って一緒に入れると気持ちいい」2巻収納BOX - 初回限定封入特典: オリジナル携帯ストラップ 第2弾、2巻購入応募者対象『ここでしか見られない』スペシャルDVD第2弾プレゼント応募ハガキ |
| 4    | 2010年12月8日  | トゥルルさまぁ〜ず〜なぜ俺が好きな定食は牛タン定食なのか〜                       | 31                | 初回限定版 - 初回限定封入特典: 2巻購入応募者対象『ここでしか見られない』スペシャルDVD第2弾プレゼント応募券 |
| 5    | 2011年1月12日  | トゥルルさまぁ〜ず〜ハンバーグはないけど愛はある〜                               | 20                | 初回限定版 - 初回限定仕様: 「同時発売のVol.6を買って一緒に入れると気持ちいい」2巻収納BOX - 初回限定封入特典: オリジナル携帯ストラップ、2巻購入応募者対象『ここでしか見られない』スペシャルDVD第3弾プレゼント応募ハガキ                                              |
| 6    | 2011年1月12日  | トゥルルさまぁ〜ず〜もう今日で鼻禁止だからな！〜                                 | 21                | 初回限定版 - 初回限定封入特典: 2巻購入応募者対象『ここでしか見られない』スペシャルDVD第3弾プレゼント応募券 |
| 7    | 2011年9月7日   | トゥルルさまぁ〜ず〜何で鼻でやんの!?バカじゃねぇの！？〜                         | 17                | |
| 8    | 2011年9月7日   | トゥルルさまぁ〜ず〜るーしーがスゲェじゃねぇかよ！〜                             | 18                | |
| 9    | 2011年12月7日  | トゥルルさまぁ〜ず〜コーチ！何がダメなんすか 今の！？〜                          | 40                | |
| 10   | 2011年12月7日  | トゥルルさまぁ〜ず〜この拒否はホントの拒否だから！〜                             | 39                | |
| 11   | 2012年9月5日   | トゥルルさまぁ〜ず〜受け身のパニクリでそれどころじゃない！〜                     | 26                | |
| 12   | 2012年9月5日   | トゥルルさまぁ〜ず〜色なんか見てるヤツいなかったでしょ？この世に〜               | 27                | |
| 13   | 2013年8月28日  | トゥルルさまぁ〜ず〜ゲロロロ方面は恥ずかしいんだよ！〜                           | 45                | |
| 14   | 2013年8月28日  | トゥルルさまぁ〜ず〜トゥルルでケガしたら一番バカらしいよー〜                     | 46                | |
| 15   | 2014年2月7日   | トゥルルさまぁ〜ず〜しかしバカの発想でございますね！〜                           | 34                | |
| 16   | 2014年2月7日   | トゥルルさまぁ〜ず〜鈍感野郎みたいになっちゃったよ！〜                           | 31                | |
| 17   | 2014年11月21日 | トゥルルさまぁ〜ず〜いつも文句言ってるみたいになってるけど言ってて良かったよ！〜 | 31                | |
| 18   | 2014年11月21日 | トゥルルさまぁ〜ず〜こんな気持ち悪ぃピロンピロン鼻に入れるわけねぇ！〜           | 32                | |
| 19   | 2015年9月9日   | トゥルルさまぁ〜ず〜ガムテープぐるるるるるるる巻きにしてんじゃねぇかよ！〜       | 25                | |
| 20   | 2015年9月9日   | トゥルルさまぁ〜ず〜答えなんだったか知ってる？地獄だったんだから！〜             | 26                | |
| 21   | 2017年1月6日   | トゥルルさまぁ〜ず〜痛いつもりでいったらゴキブリついちゃった！〜                 | 37                | |
| 22   | 2017年1月6日   | トゥルルさまぁ〜ず〜俺の指大丈夫?パンってなくなったりしない？〜                  | 36                | |
| 23   | 2017年1月6日   | トゥルルさまぁ〜ず〜納得いかねぇのになんでこんなに怖ぇんだよ！〜                 | 35                | |
| BEST | 2017年9月6日   | トゥルルさまぁ〜ず〜ベスト1〜 2009年5月~2010年8月                                | 101               | |
| BEST | 2017年9月6日   | トゥルルさまぁ〜ず〜ベスト2〜 2010年8月~2013年1月                                | 106               | |
| BEST | 2017年9月6日   | トゥルルさまぁ〜ず〜ベスト3〜 2013年1月~2015年10月                               | 104               | |
| 24   | 2017年10月25日 | トゥルルさまぁ〜ず〜スンスンスンスンじゃダメなの？〜                             |                   | |
| 25   | 2017年10月25日 | トゥルルさまぁ〜ず〜やんねーよ！キャノン砲なんてケツに！〜                       |                   | |
| 26   | 2017年10月25日 | トゥルルさまぁ〜ず〜一旦とかねぇんだよ！乗ったらおしまいなんだよ！〜             |                   | |
| 27   | 2019年06月19日 | トゥルルさまぁ～ず～ケツ沢マン介～                                               |                   | |
| 28   | 2019年06月19日 | トゥルルさまぁ～ず～タメたあとのチュルン～                                       |                   | |
| 29   | 2019年06月19日 | トゥルルさまぁ～ず～チーズフォンデュにチーズ入れちゃったよ～                     |                   | |